# Авелал
Авелал (порт. Avelal)  — район (фрегезія) в Португалії, входить в округ Візеу. Є складовою частиною муніципалітету Сатана. Знаходиться в складі великої міської агломерації Велике Візеу. За старим адміністративним поділом входив в провінцію Бейра-Алта. Входить в економіко-статистичний субрегіон Дан-Лафойнш, який входить в Центральний регіон. Населення становить 560 людей на 2001 рік. Займає площу 6,81 км². 

## Історія
Район заснований 1958 року.